# Naučná stezka Půjdem spolu do Betléma
Naučná stezka Půjdem spolu do Betléma, nazývaná také Naučná stezka Braunův Betlém, je okružní naučná stezka v okrese Trutnov na území obcí Kuks, Stanovice, Hřibojedy a v části Žireč města Dvůr Králové nad Labem. Nachází se také v geomorfologických celcích Východolabská tabule, Orlická tabule a Jičínská pahorkatina v Královéhradeckém kraji.

## Historie a popis
Naučná stezka Půjdem spolu do Betléma byla postavena v roce 2013 a má délku 7 km. Trasa stezky vede přes Kuks - hospital Kuks - Betlém u Kuksu (Braunův Betlém) - Stanovice - Kuks. Zaměření stezky je na geologicky pozoruhodné lokality, historii, místopis, přírodu, významné osobnosti a sochařství. Hlavním cílem je unikátní barokní kulturní památka - Betlém u Kuksu. Což je sochařsko-krajinářská realizace vytvořená v letech 1718–1732 pod vedením významného barokního sochaře Matyáše Bernarda Brauna (1684–1738). Původně zde bylo vytvořeno 26 figurálních skulptur vytesaných do skály, ale dochovalo se jich pouze 10.

## Další informace
Stezka je celoročně volně přístupná a navazuje na další stezky, např. Labská cyklotrasa (2).

## Galerie

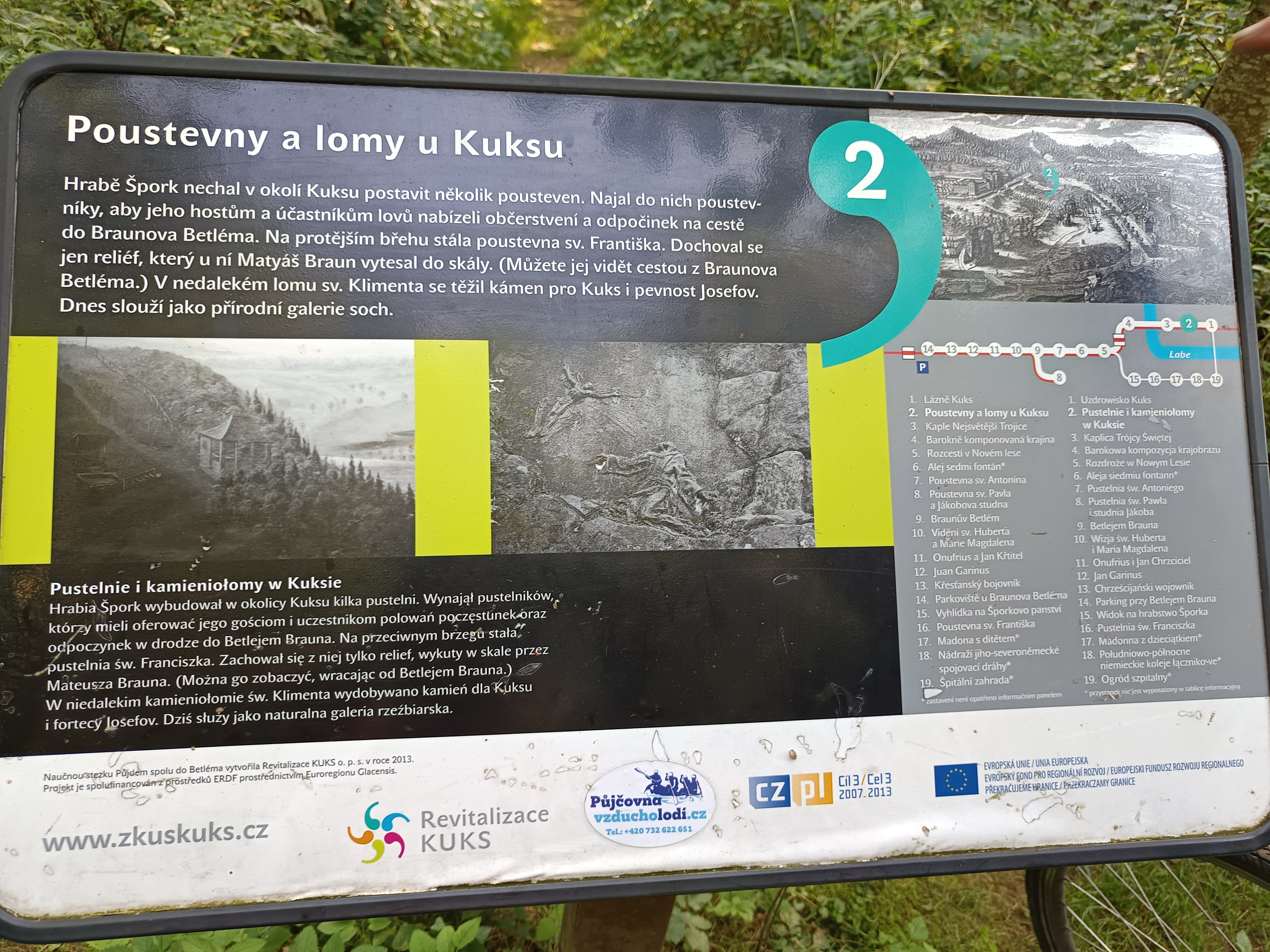
Informační panel na 2. zastavení
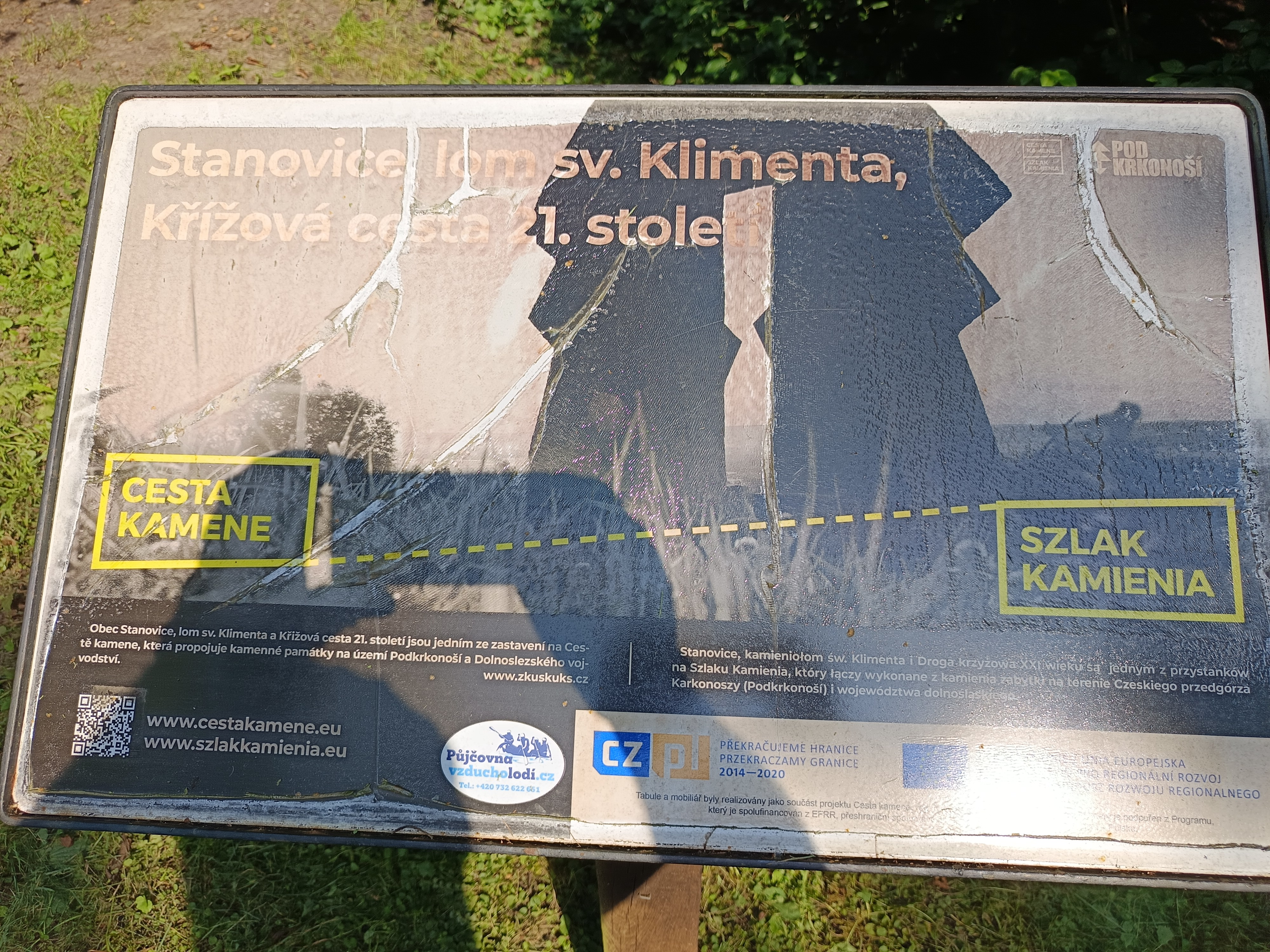
Lom sv. Klimenta Stanovice